# Lịch sử thiên hướng tình dục thiểu số
Thái độ của xã hội đối với quan hệ cùng giới ở nhiều nơi và các giai đoạn là khác nhau bao gồm từ việc mong muốn tất cả nam giới có quan hệ cùng giới hoặc chấp nhận hòa hợp tự nhiên cho đến xem như một tội lỗi nhẹ, chịu sự cấm đoán của luật pháp hay tử hình.
Trong những nền văn hóa chịu ảnh hưởng của các tôn giáo khởi nguồn từ Abraham, luật pháp và nhà thờ quy định kê gian là một tội lỗi chống lại thần thánh hoặc thiên nhiên. Tuy nhiên, sự lên án tình dục hậu môn giữa nam giới có từ tư tưởng Kitô giáo. Nó cũng thường thấy ở Hy Lạp cổ đại, từ "không tự nhiên" có thể có từ Plato.
Vị vua Friedrich II Đại Đế, tức "Friedrich Độc đáo", trị vì nước Phổ từ năm 1740 cho đến năm 1786, cũng bị nghi vấn đồng tính luyến ái. Có người đương thời nói ông hoang dâm với các triều thần. Nhiều quan lại trong Triều đình Phổ lúc đó hai đùa cợt về sự loạn dâm đồng tính.

## Đông Á
Ở Đông Á, tình yêu đồng giới có trong những tài liệu lịch sử xa xưa nhất. Các mối quan hệ thường giữa những người có tuổi tác và địa vị xã hội khác biệt nhau. Tuy nhiên, trong tiểu thuyết Hồng Lâu Mộng, những tình yêu và tình dục cùng giới cũng không xa lạ đối với độc giả như là các mối tình dị tính luyến ái trong cùng một giai đoạn.
Đồng tính luyến ái ở Nhật Bản, được biết đến dưới dạng chúng đạo hay nam sắc, những từ bị ảnh hưởng từ văn chương Trung Hoa, được ghi nhận từ hơn một ngàn năm và từng là một phần trong đời sống Phật giáo và truyền thống samurai. Văn hóa tình yêu đồng giới làm truyền thống hội họa và văn chương mô tả những mối quan hệ đó được nâng cao.
Kathoey hay "trai nữ" (cô chàng) là một phần trong xã hội Thái Lan trong nhiều thế kỷ và quốc vương Thái Lan cũng có các "cung phi" là nam cũng như nữ. Kathoey có thể nữ tính hoặc là biến trang (transvestism). Văn hóa Thái thường coi họ là giới tính thứ ba. Họ thường được xã hội chấp nhận. Thái Lan chưa từng có luật cấm đồng tính luyến ái hoặc hành vi đồng tính.

## châu Âu

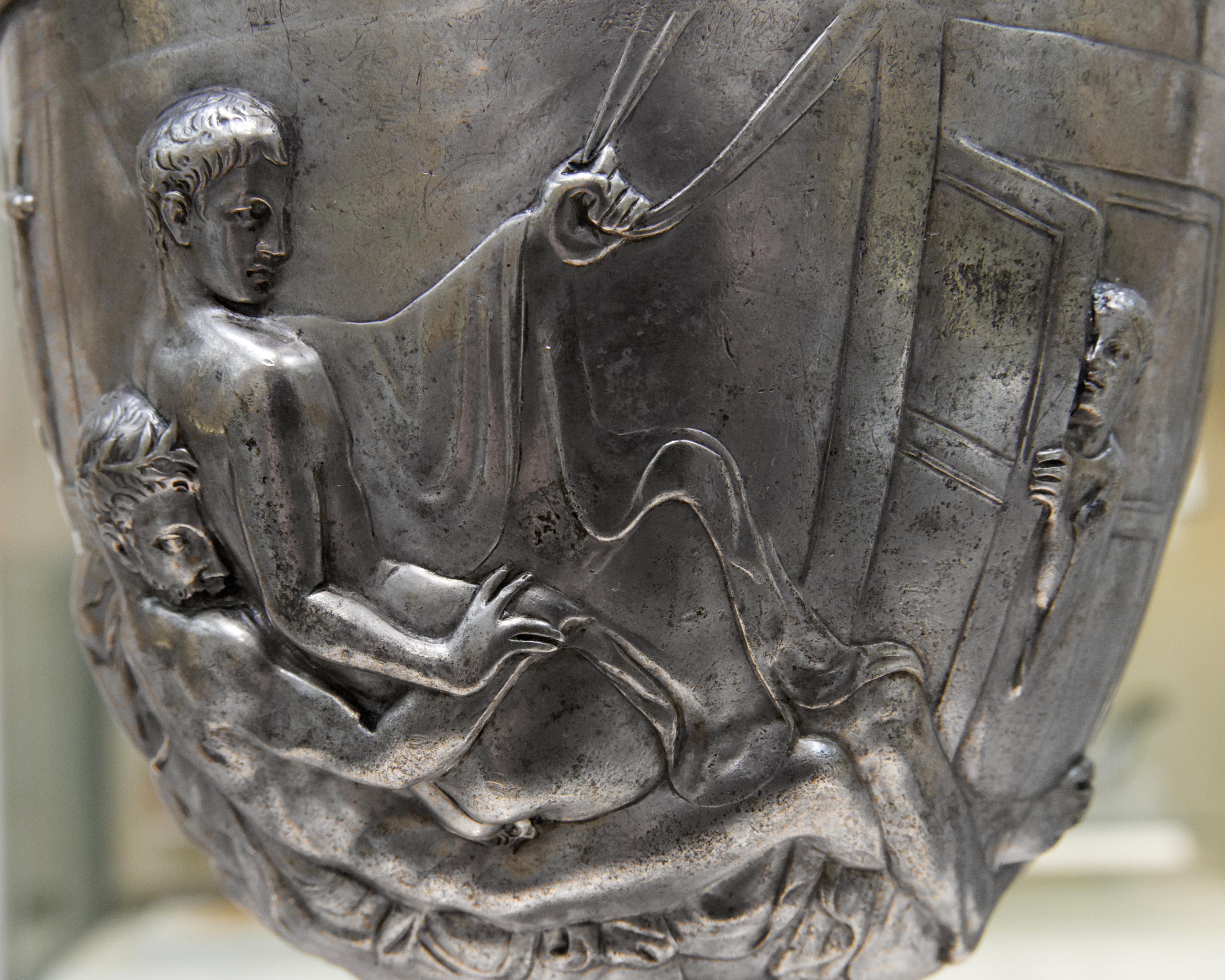
Người đàn ông La mã và một thiếu niên trên giường vào giữa thế kỷ 1. Tìm thấy gần Jerusalem.

Những tài liệu Tây phương lâu đời nhất (trong hình thức mỹ thuật, văn học, và truyền thuyết) về mối quan hệ đồng tính được tìm thấy từ Hy Lạp thời thượng cổ, nơi các mối quan hệ đồng tính được xã hội tạo nên, được thành lập qua thời gian từ thành phố này đến thành phố khác. Lệ này, một hệ thống của những quan hệ giữa một người đàn ông lớn tuổi và một thanh niên đang trưởng thành, được xem là có giá trị dạy dỗ, đồng thời để kiềm chế mức độ gia tăng dân số, đôi khi bị xem là làm mất trật tự. Plato đã ca ngợi những lợi ích của việc này trong các tác phẩm ban đầu, nhưng trong các tác phẩm sau này ông đã đề nghị ngăn cấm nó.
Trong Kinh Thánh có mô tả về Thành phố Sodome, nơi mà nhiều cư dân nam có hành vi tình dục đồng giới. Thành phố này đã bị thiêu hủy bởi trận mưa lửa từ trên trời do Thượng đế giáng xuống để trừng trị sự thác loạn của cư dân nơi đây. Từ Sodome cũng trở thành thông dụng để chỉ việc quan hệ tình dục đồng giới của nam tại phương Tây.
Trong thời Phục Hưng, những thành phố ở miền bắc nước Ý, đặc biệt là Firenze và Venezia, rất nổi tiếng về việc ái tình đồng tính, được một phần khá lớn dân số nam theo và được tạo theo kiểu mẫu ở Hy Lạp và La Mã (Ruggiero, 1985; Rocke, 1996). Tuy nhiên, trong khi một phần khá lớn dân số nam theo tục lệ này, những nhà chức trách vẫn khởi tố, phạt và bắt bớ nhiều người.

## châu Mỹ
Trong xã hội thổ dân Bắc Mỹ, hình thức đồng tính luyến ái phổ biến nhất là những người được xem là có hai linh hồn. Những người này được hầu hết các bộ lạc công nhận và đặt tên cho vai trò này. Thường những người có hai linh hồn được công nhận lúc còn nhỏ, được cha mẹ cho lựa chọn để theo con đường này . Nếu đứa bé nhận vai trò, nó sẽ được dạy dỗ về các nhiệm vụ của mình, theo các phong tục của giới tính mà nó đã chọn. Những người này thường làm thầy pháp nhưng được xem là có nhiều quyền phép hơn các thầy pháp thường. Trong lĩnh vực tình dục, họ sẽ có quan hệ với những người khác phái.
Chính nhạc disco có nguồn gốc từ sự liên kết ban đầu với lối sống của một bộ phận giới đồng tính luyến ái nam ở Thành phố New York  và sau đó được phát triển trên nền tảng nhạc đại chúng da đen trong những năm của thập niên 1970.

## Trung Đông
Nhiều nhà thơ Hồi giáo (hầu hết là Sufi) tại các nước Ả Rập và Ba Tư trong thời trung cổ đã viết thơ ca tụng những thằng nhỏ đem rượu cho họ trong các quán rượu và ngủ chung giường với họ . Trong một số nền văn hóa Hồi giáo tục lệ đồng tính luyến ái rất phổ biến (xem Burton, Gide), và vẫn còn tồn tại ngày nay.
Tại Trung Á, trên Đường tơ lụa, nơi giao điểm giữa hai nền văn hóa đông-tây, đã nảy ra một văn hóa đồng tính luyến ái. Trong đó có người  bacchá, thường là người tiếp đãi viên đồng thời làm nghề mại dâm thanh niên phái nam ăn mặc lộng lẫy và có trang điểm. Những người bachá hát và múa những bài hát khiêu dâm cho khán giả. Họ được huấn luyện từ còn nhỏ và làm việc cho đến khi râu mọc .

## Nam Thái Bình Dương
Trong xã hội Melanesia, đặc biệt ở Papua New Guinea, quan hệ cùng giới là một nét văn hóa cho đến giữa thế kỷ trước. Người Etoro và người Marind-anim chẳng hạn, còn coi dị tính luyến ái là tội lỗi và tôn vinh đồng tính luyến ái. Trong truyền thống Melanesia, một cậu bé chưa dậy thì sẽ được bắt cặp với một thiếu niên, người này sẽ trở thành tư vấn và là người thụ tinh cho cậu bé (đường miệng hay hậu môn tùy thuộc vào bộ tộc) trong vài năm để làm cho cậu bé đó dậy thì. Tuy nhiên, nhiều xã hội Melanesia trở nên căm ghét quan hệ cùng giới khi các nhà truyền giáo châu Âu đến truyền giáo.

## Hiện đại
Từ năm 1973, Hiệp hội Tâm thần học Mỹ không còn xem đồng tính luyến ái là một bệnh tâm thần nữa.  Trong vài ba thập kỉ nay, tại các nước Tây phương có sự hình thành của một "nền văn hóa đồng tính". Tuy nhiên, cũng có nhiều người đồng tính không tham gia trong cộng đồng đó.
Sau khi bị chính quyền Đức quốc xã cố ý tiêu diệt trong Chiến tranh thế giới thứ hai, những người đồng tính đã giành được nhiều quyền, đặc biệt là tại các nước Tây phương. Một số quốc gia gần đây đã cho phép người đồng tính có quyền kết hôn cũng như nhận con nuôi. Sự xuất hiện của HIV/AIDS từ giữa thập niên 1980 là một trong những vấn đề mà người đồng tính phải đương đầu trong thời gian gần đây.
Trong lĩnh vực tôn giáo, một số nhóm tôn giáo cũng bắt đầu tỏ ra cởi mở với người đồng tính. Một giáo phái Do Thái giáo cũng bắt đầu mở dịch vụ làm lễ kết hôn cho người đồng tính, trong khi nhóm Anh giáo đã nhận một mục sư đồng tính.
Một số ca sĩ, nhạc sĩ nổi tiếng như Cher, Madonna,Lady Gaga, Christina Aguilera, Cyndi Lauper,... đã đưa chủ đề người đồng tính vào những bài hát, video âm nhạc, những màn biểu diễn của mình để bày tỏ sự ủng hộ của họ với giới đồng tính luyến ái.